# Wapen van Alblasserdam

Het wapen van Alblasserdam

Het wapen van Alblasserdam is het wapen van de Zuid-Hollandse gemeente Alblasserdam.  Het wapen werd op 24 december 1817 door de Hoge Raad van Adel aan de gemeente Alblasserdam toegekend. Het wapen is mogelijk afgeleid van het wapen van Holland.
Het wapen komt in zijn geheel terug op de gemeentevlag, de kleuren van de vlag zijn dan gelijk aan die van de leeuw waardoor het schild zichtbaar blijft.

## Blazoen
Het wapen heeft de volgende blazoenering:
Coupé het eerste van keel en ’t tweede van goud, beladen met een leeuw alternerende van het ene stuk in het andere.
Dit houdt in dat het schild horizontaal in twee delen is gedeeld. Het bovenste deel is rood van kleur en het onderste is goud. De leeuw is in tegengestelde kleuren gedeeld: het bovenste is goud en het onderste deel is rood van kleur. De leeuw staat rechtop in een zogenaamde klimmende houding.